# 25 Ta Life
25 Ta Life ist eine 1992 gegründete Hardcore-Band aus New York. Die Band wird dem Subgenre New York Hardcore zugerechnet.

## Geschichte
25 Ta Life wurde 1992 von Rick Healey, genannt Rick Ta Life, einem ehemaligen Roadie von Agnostic Front, gegründet. 1993 erschien das Demo NYHC. Im Jahre 1994 folgte eine Single auf dem Label Striving for Togetherness Records. 1995 erschien mit Keepin' It Real die erste EP auf dem deutschen Hardcore-Label We Bite Records. Sie beinhaltet sechs Lieder, wovon eines schon auf der Demo zu hören war. 1997 erschien die zweite EP Strength Through Unity. Im Jahr 1998 erschien eine Split-Veröffentlichung zusammen mit Morning Again über Good Life Recordings, sowie eine weitere zusammen mit Skarhead unter dem Namen Make it Work über Triple Crown Records, ehe sich im Jahr 1999 das Album Friendship, Loyalty, Commitment auf dem Label Good Life Recordings anschloss.
Nach sieben Jahren und vielen Tourneen durch die ganze Welt wurde es ab 1999 ruhig um 25 Ta Life. Im Jahre 2002 wurde Best of Friends/Enemies über The Age of Venus Records veröffentlicht. 2004 wurde ein Live-Mitschnitt der Japantour von 1999 unter dem Namen Live At Few Da Real auf Back Ta Basics Records herausgebracht. Im Sommer 2005 wurde das zweite Album Hellbound Misery Torment veröffentlicht. 2006 erschien die CD Haterz Be Damned, welche die Tracks der Split-Singles mit Slang und Spazz, die Songs der New York Hardcore 2 Compilation, die komplette Keepin It Real, die Best Of Friends/Enemies und einige unveröffentlichte Tracks beinhaltet. Im gleichen Jahr wurde auf dem Berliner Hardcore-Label Superhero Records die EP Fallen Angel veröffentlicht, welches Rick Ta Lifes unter anderem einem verstorbenen Freund Archie widmete. 2009 folgte das Album Strength, Integrity, Brotherhood über Back Ta Basics Records.

## Stil
Auf Strength Through Unity spielte die Band klassischen New Yorker Hardcore Punk, wobei die Gitarrenriffs zwischen langsamen und schnellen Passagen wechselten und der Einsatz von Doublebass charakteristisch war. Auf Best of Friends/Enemies spielte die Band klassischen Hardcore Punk, der jedoch selbst für die Genreverhältnisse extrem schlecht produziert wurde. Auf Fallen Angel waren neben den typischen Hardcore-Punk-Elementen auch zahlreiche Metal-Einflüsse hörbar. Dieser Trend, Einflüsse aus dem Metal hinzuzuziehen, sollte sich auch auf dem Album Strength, Integrity, Brotherhood fortsetzen.

## Diskografie
- NYHC (1993, Demo)
- 25 ta Life (Single, 1993, Striving for Togetherness Records)
- Keepin it Real (EP, 1994, We Bite Records)
- Strength Through Unity: The Spirit Remains (EP, 1997, Triple Crown Records)
- Morning Again – 25 Ta Life (Split mit Morning Again, 1998, Goodlife Recordings)
- Highway to Hellfest (Split mit Spazz, 1998, Edison Recordings)
- Crazy Eddie – Make It Work (Split mit Skarhead, Triple Crown Records)
- Friendship, Loyalty, Commitment (Album, 1999, Triple Crown Records/Good Life Recordings)
- Best of Friends/Enemies (EP, 2003, The Age of Venus Records)
- Live at Few Da Real (Live-Album, 2004, Back Ta Basics Records)
- Haterz Be Damned (Kompilation, 2004, Back Ta Basics Records)
- Hellbound Misery Torment (Album, 2005, Back Ta Basics Records)
- Hellbound Split (Split mit Last Hope, Superhero Records)
- Fallen Angel (EP, 2006, Superhero Records)
- Early Dayz (Kompilation 2006, Back Ta Basics Records)
- Forever True Represent (Album, 2008, Back Ta Basics Records)
- Strength, Integrity, Brotherhood (Album, 2009, Back Ta Basics Records)
- 25 Ta Life vs Tromatized Youth (Split mit Tromatized Youth, 2009, Hardcoretrooper Records)
- 25 Ta Life – In Search Of (Split mit In Search Of, 2012, Back Ta Basics Records)